# Börringe station
Ej att förväxla med kyrkbyn Börringe.
Börringe station är en av SCB definierad småort i Börringe socken och Svedala kommun, Skåne län, som uppstått som ett mindre stationssamhälle.

## Historia
Järnvägsstationen Börringe var en av de ursprungliga tio mellanstationerna på Malmö–Ystads Järnväg (MYJ) från 1874, belägen en kilometer från Börringeklosters slott och tre kilometer från Börringe kyrkby. År 1884 tillkom även Börringe–Anderslövs Järnväg (BAJ), från 1887 Börringe–Östratorps Järnväg (BÖJ). BÖJ förstatligades 1941, dess persontrafik upphörde 1957, godstrafiken 1959.
Orten Börringe är känd för sitt tegelbruk som anlades 1884 och var i drift till 1964. Det röda Börringeteglet var omtalat för sin höga kvalitet tack vare de finkorniga platåleror som användes för framställningen. På 1890-talet var det ett av de största tegelbruken i Skandinavien med en omfattande export.
Järnvägsstationen slopades 1970. Därefter blev Börringe stationshus, från 1971 till hans död, konstnären Bertil Herlow Svenssons bostad och ateljé.

## Framtid
I det tågstrategiska underlag som sammanställdes av Region Skåne år 2017 ansågs det kunna finnas behov för en ny järnvägsstation i Börringe, men att det behövde utredas vidare. Börringe i sig ansågs för litet för att motivera en ny station, men ligger vid den del av Ystadbanan som ligger närmast Malmö Airport. En matarbuss hade i så fall kunnat gå mellan Börringe station och Malmö Airport, ett alternativ som aktualiserats sedan planerna på en järnvägsanslutning direkt till flygplatsen ("Sturupspendeln") givits upp 2015.